# Nová Čína
Nová Čína (čínsky v českém přepisu Sin-chua, pchin-jinem Xīnhuá, znaky 新华, plným názvem čínsky v českém přepisu Sin-chua tchung-sün-še, pchin-jinem Xīnhuá tōngxùnshè, znaky 新华通讯社; česky tisková agentura Nová Čína) je státní zpravodajská agentura Čínské lidové republiky. Jedná se o největší tiskovou agenturu v Čínské lidové republice, druhou největší je China News. Agentura je pod přímou kontrolou čínské vlády a Komunistické strany Číny. Její ústředí je v budově v pekingském obvodě Si-čcheng.
Agentura má více než 10 000 zaměstnanců a přímo v Číně má 32 poboček (jednu v každé provincii a navíc jednu pro vojenské záležitosti). Dalších 107 poboček má ve světě. Provozuje rozhlas, televizi i webové stránky. Navíc jsou její zprávy přejímány většinou čínských novin, přičemž více než 20 novin a tucet magazínů přímo sama vlastní. Kromě čínštiny vydává také zprávy v angličtině, španělštině, francouzštině, ruštině, portugalštině, arabštině a japonštině.